# جون جي (مؤرخ)
جون جي (بالإنجليزية: John Gee)‏ هو مؤرخ أمريكي، ولد في 1964.